# Georg Rau

Georg Rau

Georg Rau (* 3. Juni 1892 in Heidenheim an der Brenz; † 1. Januar 1964 in Schleswig) war ein deutscher Politiker (NSDAP) und SA-Führer.

## Leben und Wirken
Nach dem Besuch der Volksschule erlernte Rau das Eisendreherhandwerk bei der Firma Voith in Heidenheim. Ergänzend dazu besuchte er die Berufsschule. Vom 1. Oktober 1912 bis zum 30. Juni 1913 gehörte er dem 2. Seebataillon in Wilhelmshaven an, um anschließend bis zum Ausbruch des Ersten Weltkrieges dem Skutari-Detachement in Scutari anzugehören. Nach Kriegsausbruch wurde er zunächst bis zum September 1914 mit dem Skutari-Detachment in Österreich und Serbien eingesetzt, um dann vom 6. bis zum 30. September zum 2. Seebataillon in Wilhelmshaven zurückzukehren. Im Oktober 1914 wurde er zur 8. Kompanie beim 3. Marine-Infanterieregiment, mit dem er bis 1918 an der Westfront (Flandern, Somme, Albert) kämpfte. In dieser Zeit wurde er viermal verwundet.
1919 schloss Rau sich zunächst der Württembergischen Freiwillige-Abteilung Haas an, für die er später Aufgaben im Fahndungsdienst übernahm. Anschließend trat er der Eisernen Division des 3. Kurländischen Infanterie-Regiments (Detachement Poensgen) bei. Nach seiner Rückkehr aus Kurland brach er mit der 3. Maschinengewehrkompanieabteilung Württemberg des 3. Marine-Infanterieregiments zur Teilnahme am Kapp-Putsch nach Berlin auf. Am 30. Juni 1920 kam er schließlich als Siedler mit dem 3. Kurländischen Infanterieregiment zum Lockstedter Lager.
Rau wurde 1923 Mitglied im Stahlhelm. Zum 3. Dezember 1925 trat Rau in die NSDAP (Mitgliedsnummer 22.836) und 1926 in die Sturmabteilung (SA) ein. In der SA leitete er ab 1929 die SA-Standarte 21, ab 1932 die SA-Standarte 212 und ab 1933 die die SA-Brigade 15. In der SA erreichte Rau zum 1. Februar 1934 den Rang eines SA-Brigadeführers. 1934 wurde er außerdem Ratsherr in Itzehoe.
Von März 1936 bis zum Ende der NS-Herrschaft im Frühjahr 1945 saß Rau als Abgeordneter für den Wahlkreis 13 (Schleswig-Holstein) im nationalsozialistischen Reichstag.
Rau wurde 1943 zum Generalluftschutzführer ernannt und leitete die die Gruppe I des Reichsluftschutzbundes in Ostpreußen.